# Jefim Šifrin
Jefim (Nachim) Zalmanovič Šifrin (rusky: Ефи́м (Нахи́м) Залма́нович Шифри́н; * 25. března 1956 Neksikan, Magadanská oblast Sovětský svaz) je ruský herec a zpěvák.

## Biografie
Narodil v roce 1956 v Magadanské oblasti (osada Neksikan). V letech 1973—1974 studoval na filologické fakultě Lotyšské univerzity, a od roku 1974 až do roku 1978 v estrádním oddělení Státního učiliště cirkusového a estrádního umění (GUCEI), na kurzu Romana Viktjuka. Právě u něho začal od roku 1977 hrát v Divadelním studiu Moskevské státní univerzity (MGU). Mezi divadelními pracemi Jefima v té době — představení Na shledanou, chlapci!, Noc po ukončení školy, Kachní lov.
- 1979 se stal laureátem 1. Moskevské soutěže estrádních umělců, v roce 1983 — laureátem 7. Všesvazové soutěže estrádních umělců. První sólové představení Chtěl bych říct — zejména, podle děl Viktora Kokljuškina — zahrál Šifrin v roce 1985. Texty V. Kokljuškina byly základem představení Tři otázky a Kulatý měsíc.
- 1990 Jefim založil Šifrin -Divadlo, které řídí dosud.
- 1992 byla bu byla udělena předána cena Zlatý Ostap.
- V jeho repertoáru se nachází velké množství vokálních děl, mezi nimiž jsou romance Dmitrije Šostakoviče na slova Sašy Černého, písně – Jeruzalém Marka Minkova, Muzika ve mně Michaila Kočetkova, Jižní noc Alexandra Klevického a jiná.
- V divadle zahrál v představeních: Již neznám tebe, milý, Láska s pitomečkem, Putany, Koza anebo Kdo je vlastně Silvie (režisér Roman Viktjuk), Pověsti (režisér Vadim Dubrovickij).
- V roce 2006 se v Teatriu na Serpuchovce konala premiéra představení Drak podle hry Jevgenije Švarce (režisér Vladimir Mirzojev), kde Šifrin zahrál úlohu Starosty.

## Filmografie
Zarál si ve filmech Bahenní-street, Hrdina našeho plemena. V estrádním představení Anděl s nedopalkem, uvedeném Jevgenijem Ginzburgem, zazpíval 13 písní (hudba Alexandra Klevického, básně Jurije Rjašenceva) a 20 rolí ve filmu. V roce 2007 proběhla premiéra filmu režiséra Andreje Končalovského Lesk, kde Šifrin zahrál úlohu Marka Šifera. Mimo to, herec hrál ve filmovém dětském týdeníku Zmatek.

## Benefice
Během několika let, v březnu, ve Státní ústřední koncertní síni „Rusko“ účinkoval v beneficích za účasti hvězd ruské estrády: «Šiftinova archa», WWW.ŠIFRIN .RU, Opus č. 10, Schodiště, Soupis obyvatelstva, Lidi v maskách. V roce 2006 se konala jubilejní beneficie — Kabaret. Znovuzavedení.

## Knihy
Je autorem knih — Divadlo mého jména (spoluautor s G. Virenem) a Osobní spis Jefima Šifrina.

## Ocenění
V roce 2000 obdržel cenu mezinárodní sítě klubů World Class Mister Fitness, a v roce 2006 byl odměněn Diplomem Výboru pro tělesnou výchovu a sport, Federace bodybuildingu a fitnessu při vládě Ruské federace za propagaci sportu a zdravého způsobu života. Mezi jinými cenami Jefima Šifrina — Rajkinův pohár (2001), a také 2.cena a Nikulinův pohár za účast v televizním show prvního kanálu Cirkus s hvězdami.